# Portable Document Format
Das Portable Document Format (englisch; kurz PDF; deutsch (trans)portables Dokumentenformat) ist ein plattformunabhängiges Dateiformat, das 1992 vom Unternehmen Adobe Inc. entwickelt und veröffentlicht wurde und aktuell von der PDF Association weiterentwickelt wird.
PDF ging aus dem 1991 von Adobe-Mitbegründer John Warnock initiierten „Project Camelot“ hervor. Ziel war, ein Dateiformat für elektronische Dokumente zu schaffen, sodass diese unabhängig vom ursprünglichen Anwendungsprogramm, vom Betriebssystem oder von der Hardwareplattform originalgetreu wiedergegeben werden können. Das Ziel wurde erreicht und findet seinen Niederschlag in der ISO-Normenserie 32000 (ISO 15930 für PDF/X).
Dafür griff man wesentlich auf die Funktionsweise des PostScript-Formats zurück. Eine PDF-Darstellungssoftware soll ein PDF-Dokument immer in der Form darstellen und rendern können, die der Autor festgelegt hat. Die typischen Konvertierungsprobleme (wie veränderter Zeilen- und Seitenumbruch oder falsche Schriftarten) beim Austausch eines Dokuments zwischen verschiedenen Programmen entfallen dadurch.
Neben Text, Bildern und Grafik kann eine PDF-Datei auch Hilfen enthalten, die die Navigation innerhalb des Schriftstückes erleichtern. Dazu gehören zum Beispiel anklickbare Inhaltsverzeichnisse und miniaturisierte Seitenvorschauen.

## Übersicht

### Grundlagen und Software
Aus Texten, Bildern und Grafiken – gemischt oder einzeln – lassen sich mit entsprechenden Programmen PDF-Dokumente und -Dateien erzeugen (z. B. mit freien Programmen wie dem PDFCreator und Büropaketen LibreOffice / OpenOffice.org, kostenpflichtigen wie Adobe Acrobat oder in vielen Programmen auch einfach über den Druckdialog) und mit entsprechenden Leseprogrammen darstellen (z. B. Evince, Ghostscript, Okular, Adobe Reader, Foxit, Apples Vorschau). Viele Webbrowser bieten integrierte PDF-Viewer, so Google Chrome seit 2010.
Der Ersteller einer PDF-Datei kann diese in vielfältiger Weise vor ungewolltem Gebrauch schützen, indem er die Sicherungsmechanismen von PDF aktiviert. Durch Verschlüsselung soll der Zugriff Unbefugter verhindert werden. Je nach Bedarf kann bereits das Öffnen der Datei ein Passwort erfordern, oder das Kopieren von Inhalten aus der Datei oder das Ausdrucken wird nicht zugelassen. Die dafür in PDF implementierten Schutzmechanismen sind jedoch nicht zuverlässig; insbesondere sind einfachere Formen der Verschlüsselung leicht zu überwinden.
In der Startphase war der Adobe Reader kostenpflichtig. Erst die kostenfreie Weitergabe der Software ermöglichte die Verbreitung des Formats im heutigen Ausmaß. PDF war lange Zeit ein kommerzielles (proprietäres), aber offengelegtes Dateiformat, das im PDF Reference Manual von Adobe dokumentiert ist. Anfang 2007 hatte Adobe es in den Standardisierungsprozess der ISO eingebracht und mit der Veröffentlichung am 1. Juli 2008 ist PDF in Version 1.7 als ISO 32000-1:2008 ein Offener Standard.
Bestimmte Methoden beim Umgang mit PDF wurden zur Erleichterung des Datenaustausches in der Druckvorstufe (als PDF/X) schon vorher und zur Langzeitarchivierung von PDF-Dateien (als PDF/A-1 in ISO 19005-1:2005) von der ISO genormt.

### Erzeugung und Umwandlung
PDF ist eine vektorbasierte Seitenbeschreibungssprache, die die freie Skalierbarkeit der Darstellung erlaubt. PDF-Dateien beschreiben das mit der Erstellungsanwendung erzeugte Layout in einer vom Drucker und von Voreinstellungen unabhängigen Form proportional und daher so originalgetreu, wie es prinzipiell möglich ist. Darin unterscheidet sich PDF wesentlich von Beschreibungs- und Auszeichnungssprachen, wie SGML oder HTML. Um eine Darstellung auch auf Ausgabegeräten mit kleiner Anzeigefläche – wie beispielsweise Smartphones – zu optimieren, können in einem PDF Auszeichnungen (ähnlich HTML-Tags) eingelagert werden, die ein Umbrechen der Seiteninhalte – dann zwangsläufig unter Einschränkung der Layout-Treue – ermöglichen. Solche Auszeichnungen ermöglichen es zudem einem Vorleseprogramm, sehbehinderten Nutzern das Dokument vorzulesen, und erleichtern das Konvertieren des Inhalts in andere Formate.
Eine häufig verwendete Anwendung zur Erzeugung von PDF-Dateien ist Adobe Acrobat Distiller, das aus PostScript-Dateien PDFs erstellt. Acrobat Distiller ist als Desktopprodukt für Windows und macOS verfügbar. Serverversionen sowie der kostenlose Adobe Reader existieren auch für andere Plattformen. Mit Hilfe der freien Software Wine läuft Acrobat Distiller auch unter Linux. Diverse Office- und DTP-Programme anderer Hersteller bieten einen direkten PDF-Export an und sind auf einer Reihe von Plattformen verfügbar. Auf nahezu jeder Plattform ist die Erzeugung von PDF-Dateien inzwischen auch mit einer Auswahl von unterschiedlichen Werkzeugen und Programmierbibliotheken möglich, die jeweils verschiedene Optionen bieten.
Siehe auch den Abschnitt Konvertierung anderer Formate zu PDF.
Adobe räumt Entwicklern teilweise das Recht ein, eigene Anwendungen zur Generierung und Bearbeitung von PDF-Dokumenten zu entwickeln, behält sich aber das Copyright über die Spezifikationen vor. PDF als Seitenbeschreibungssprache kann als Weiterentwicklung des Grafikmodells von PostScript angesehen werden, das ebenfalls offengelegt ist. Ende Februar 2007 hat Adobe angekündigt, die PDF-Spezifikation in der Version 1.7 in die ISO-Normierung einzubringen und arbeitet dafür mit dem amerikanischen Branchenverband AIIM zusammen, der das Sekretariat des ISO-Komitees TC 171 innehat. Adobe drohte Microsoft bei Integration des offenen Standards PDF mit kartellrechtlichen Klagen.

## Verwendung und Eigenschaften
Eine PDF-Datei kann Dokumente einschließlich aller Farben, Raster- und Vektorgrafiken sowie Schrifttypen präzise wiedergeben. Eine der Stärken von PDF ist es, dass es für alle gängigen Plattformen Anzeigeprogramme gibt, so dass eine plattformunabhängige Darstellung des Inhaltes möglich ist.
Eine nachträgliche Bearbeitung von PDF-Dateien ist möglich, bedarf jedoch spezieller Programme, mit denen man einzelne Seiten ausschneiden und bestimmte Inhalte verändern kann. Ab der Microsoft-Word-Version 2013 können PDF-Dateien direkt im Programm in Word-Dateien umgewandelt werden.
Kostenfreie Office Programme wie LibreOffice und OpenOffice.org können als Option aus einem Text- oder Tabellen-Dokument eine hybride PDF-Datei erzeugen. Aus dieser lässt sich später das ursprüngliche Dokument wieder extrahieren.

### Umfang von Dokumenten

Größenvergleich: Europakarte und eine PDF-Dokumentenseite mit der in Adobe Acrobat 7 theoretisch maximal möglichen Seitengröße von 381 km × 381 km (die maximale Größe in anderen Programmen kann abweichen)

PDF-Dokumente können mehrere hunderttausend Seiten umfassen. Dabei ist die Seitengröße durch das Format selbst nicht begrenzt. In Adobe Acrobat gibt es jedoch durch die Implementierung bedingte Grenzen:
- bis Version 3 auf 45 Zoll × 45 Zoll (1,143 m × 1,143 m)
- bis Version 6 auf 200 Zoll × 200 Zoll (5,08 m × 5,08 m)
- ab Version 7 auf 15.000.000 Zoll × 15.000.000 Zoll (381 km × 381 km)

### Speicherung von Informationen im Dokument
In PDF-Dateien werden alle Informationen als nummerierte Objekte abgespeichert. Objekte sind beispielsweise Schriftinformationen, Zeichenbreiten, verwendete Zeichen-Encodings (Mac/PC …), Seitenbeschreibung, Parameter für Decoder, Crop-Boxes, einzelne Lesezeichen, Farbdefinitionen, Seitenreihenfolgen, Bitmaps, Formulare, Sprungmarken und alles andere, was in PDF-Dateien gespeichert werden kann. Eine hundertseitige PDF-Datei kann ohne Weiteres 10.000 Objekte enthalten.
PDF basiert auf dem gleichen Grafikmodell wie die Seitenbeschreibungssprache PostScript, erlaubt jedoch gegenüber dieser einige zusätzliche Funktionen – insbesondere interaktive Elemente wie Lesezeichen, Kommentare, Formularfelder und deren Programmierung mit JavaScript sind möglich. Auch das Grafikmodell für die Seiteninhalte wurde gegenüber PostScript um Funktionen wie Transparenz oder optionalen oder schaltbaren Inhalt (in der Acrobat-Bedienungsoberfläche als Ebenen bezeichnet) oder die Unterstützung von ICC-Profilen und OpenType-Schriften erweitert.
Schriften (mit Ausnahme von Pixelschriften) und Vektorgrafiken können beliebig ohne Qualitätsverlust vergrößert werden. Große Netzwerkpläne und Datenmodelle lassen sich unter diesen Voraussetzungen verlustfrei auf einer PDF-Seite unterbringen.
Aus PDF-Dokumenten lassen sich Textpassagen, Tabellen und Grafiken (auch Ausschnitte davon) leicht in anderen Anwendungsprogrammen durch Kopieren und Einfügen der jeweiligen Elemente weiterverarbeiten, falls der Ersteller des Dokumentes es zugelassen hat. Text kann nicht nur zur Weiterverarbeitung in anderen Anwendungen, sondern auch zum Durchsuchen oder zur Verwendung mit anderen Ausgabemedien, wie Screenreadern, extrahiert werden. Durch die Textsuche im einzelnen Dokument oder die Volltextrecherche innerhalb einer PDF-Dokumentensammlung lassen sich Detailinhalte sehr einfach auffinden. Das funktioniert selbst dann, wenn der Text grafisch verzerrt, etwa in Kreis- oder Kurvenform, dargestellt ist.

### Sicherheit von Dokumenten

#### Verschlüsselung von PDF-Dokumenten
Eine Besonderheit von PDF ist der optionale Dokumentenschutz mit 40- oder 128-Bit-Verschlüsselung. Durch Vergabe eines Benutzerpasswortes ist es so möglich, das Dokument nur einem beschränkten Personenkreis zugänglich zu machen. Weiterhin kann der Autor mit einem separaten Besitzerpasswort gezielt die Rechtevergabe des betreffenden Dokuments festlegen. So kann verhindert werden, dass Benutzer das Dokument abändern, ausdrucken oder Teilinhalte kopieren können. Auch ohne Kenntnis des Besitzerpasswortes lassen sich diese Rechteeinschränkungen jedoch mithilfe diverser Werkzeuge insbesondere dann leicht entfernen, wenn zwar ein Besitzerpasswort verwendet wird, das Öffnen des Dokuments jedoch kein Passwort erfordert (das bedeutet, dass kein Benutzerpasswort gesetzt ist). Die mit der Verschlüsselung verbundenen Nutzungseinschränkungen lassen sich durch Speichern von Screenshots als Bitmaps und darauf folgende optische Texterkennung leicht umgehen.
Der kryptografische Schutz von PDFs war sehr schwach, und es gibt zahlreiche Programme, die es schaffen, den Schlüssel in kürzester Zeit zu knacken. In neueren Versionen wird jedoch der AES Algorithmus zur Verschlüsselung angeboten, der State of the Art ist. Der PDF-Passwortschutz wird nicht empfohlen, um die darin enthaltenen Informationen zu schützen.
Durch entsprechende Werkzeuge lassen sich auch Rechte vergeben, die es ermöglichen, PDF-Dokumente mit Notizen, Kommentaren und Dateianhängen zu versehen oder Formulareinträge abzuspeichern. Ursprünglich konnten diese Merkmale nur mit Adobe Acrobat genutzt werden, ab Version 7 ist es jedoch auch mit dem kostenlosen Adobe Reader möglich, Notizen und Kommentare hinzuzufügen und interaktive Formularfelder auszufüllen, sofern das entsprechende Dokument vom Verfasser mit den notwendigen Berechtigungen versehen wurde.
Mittlerweile existieren auch DRM-geschützte PDF-Dateien. Diese sind unter anderem mit Adobe Digital Editions lesbar.

#### Sicherheitslücken durch menschliches Versagen
PDF-Dateien können mitunter unbeabsichtigt vertrauliche Informationen enthalten, die zwar nicht unmittelbar sichtbar sind, aber durch Textsuche gefunden werden können. Einerseits können Informationen durch Objekte verdeckt sein oder sich außerhalb des Seitenanzeigebereichs befinden, andererseits kann ein PDF Metadaten enthalten, die nur beim Aufruf entsprechender Dialoge angezeigt werden und gelegentlich unbemerkt bleiben. Insbesondere beim „Schwärzen“ von Textpassagen ist es nicht ausreichend, die jeweilige Textpassage abzudecken, sondern sie muss vollständig aus dem PDF entfernt werden. Es ist nicht immer einfach, ungewollte Informationen in einem PDF zu vermeiden, insbesondere dann nicht, wenn man nicht ausschließlich selbst das PDF (sowie das Dokument, aus dem es generiert wurde) erstellt und bearbeitet hat. Es ist wichtig, dass beim Schwärzen von Textpassagen ein Werkzeug eingesetzt wird, das die betreffenden Inhalte vollständig entfernt. Genauso wichtig ist das Prüfen der Metadaten (in Acrobat zu finden über Datei/Eigenschaften). Acrobat Professional 8 bietet hier weitgehende Unterstützung, insbesondere durch eine spezielle Funktion zum Entfernen versteckter Informationen.
Fallbeispiele:
- Eine Datei, die den Tod des italienischen Agenten Nicola Calipari behandelte, der im März 2005 die Journalistin Giuliana Sgrena aus irakischer Geiselhaft befreite. US-Soldaten erschossen ihn dabei kurz nach dieser Aktion. Der veröffentlichte Bericht war zensiert. Doch fanden sich in der veröffentlichten Datei die redaktionellen Überarbeitungen durch Kopieren des Textes und Abspeichern in eine neue Datei.
- Das Weiße Haus in Washington veröffentlichte George W. Bushs Rede zum „Plan für den Sieg im Irak“. Die Dateiangaben legten den Ghostwriter offen, nämlich Peter Feaver, Professor für Politikwissenschaft von der Duke-Universität in North Carolina, der seit Juni 2005 das National Security Council berät.
- Nach dem Attentat auf den Fahrzeugkonvoi des libanesischen Politikers Rafiq Hariri fanden sich in einer öffentlich publizierten PDF der UNO die vorher gelöschten Verweise auf Namen syrischer Funktionsträger, die im Verdacht standen, für das Attentat verantwortlich zu sein (siehe Mehlis-Bericht).
- 2007 gelangten im Rahmen der Formel-1-Spionageaffäre vertrauliche Daten über den Wagen der Scuderia Ferrari an die Öffentlichkeit, nachdem dessen zentrale technische Werte in einem PDF-Dokument, das als Beweismittel diente, lediglich mit einem schwarzen Balken versehen wurden, der Text jedoch weiterhin vorhanden und extrahierbar war.

#### Einfaches Hacken verschlüsselter oder signierter PDF-Dokumente
Im Dezember 2019 veröffentlichten Forscher der Ruhr-Universität Bochum und des IT-Sicherheitsunternehmens Hackmanit, dass es leicht möglich war, Änderungen an signierten PDF-Dokumenten vorzunehmen, ohne dass 21 von 22 PDF-Readern es bemerken. Auch der Adobe Acrobat Reader markierte nachträgliche Änderungen nicht. Auf dem Chaos Communication Congress in Leipzig vom 27. bis zum 30. Dezember 2019 wurden die Nachweise präsentiert. Die Forscher zeigten, dass es möglich war, (a) Seiten und Notizen zu signierten Dokumenten hinzuzufügen, ohne dass die Signatur ungültig wurde, (b) ursprünglich signierte Inhalte an eine andere Position im Dokument zu verschieben und an die ursprüngliche Stelle etwas anderes zu schreiben und (c) die Metadaten der Signatur zu verändern („manipulieren“). Die betroffenen PDF-Reader erkannten dabei die erfolgte Änderung nicht und zeigten trotzdem an, dass die Signatur gelte. Die Forscher konnten die Änderungen mit einem einfachen Texteditor durchführen.
Die Forscher konnten auch leicht in verschlüsselten PDF-Dokumenten Veränderungen vornehmen. Auch ohne das Passwort zu kennen, konnten sie in der Rolle eines Angreifers versteckte Befehle einarbeiten. Schickt der Angreifer es an den eigentlichen Empfänger weiter und er tippt das Passwort ein, bekommt der Angreifer automatisiert Zugriff auf den kompletten entschlüsselten PDF-Inhalt. Möglich war das über zwei Methoden. Die erste Methode nutzt das Feature aus, mit dem man PDF-Dateien teilweise verschlüsseln kann. Damit kann unter anderem die Struktur des PDF verändert werden und nicht verschlüsselte Inhalte hinzufügt werden. Sobald das Dokument von einer berechtigten Person geöffnet wird, kann der Angreifer den Klartext extrahieren und so an den Inhalt gelangen. Die zweite Methode basiert auf einer Schwachstelle in den PDF-Verschlüsselungsspezifikationen. Dadurch können verschlüsselte Inhalte verändert werden. Bei der Verschlüsselung wurden 27 PDF-Reader untersucht. Alle getesteten PDF-Reader waren für eine dieser Manipulationen anfällig. Der ISO-Standard enthält keine klaren Vorgaben für Entwickler, wie sie digitale Signaturen und Verschlüsselungen umsetzen sollen (Stand Januar 2020). Um zukünftig eine zuverlässige Signatur und Verschlüsselung von PDFs bei allen PDF-Readern zu erreichen, ist es erforderlich, dass die ISO den Standard weiterentwickelt.

### Bearbeiten von Dokumenten
PDF wurde als ein Austauschformat für fertiggestellte Dokumente konzipiert. Inzwischen gibt es eine Reihe von Programmen und Erweiterungen für Adobe Acrobat, mit denen sich PDF-Dateien bearbeiten lassen. Das Format ist jedoch nicht mit Dateiformaten von Textverarbeitungsprogrammen oder Grafikprogrammen vergleichbar und eignet sich, abgesehen von der Notiz- und Kommentarfunktion, nur begrenzt zur Weiterverarbeitung von Dokumenten. Innerhalb gewisser Grenzen ist es jedoch möglich, beispielsweise Tippfehler zu entfernen. Vorteile im Desktop-Publishing sind für Grafiker und Designer die Einbindung aller Elemente für die Druckerstellung.
PDF-Dokumente können abhängig vom Einzelfall sowohl größer als auch kleiner als die Dateien der Ursprungsanwendung sein. Die Größe eines Dokuments hängt ab von der Art der enthaltenen Daten, von der Effizienz des Erstellungsprogramms und davon, ob Schriften eingebettet wurden. Schriften können entweder vollständig, als Untermenge der tatsächlich im Dokument verwendeten Zeichen oder aber überhaupt nicht eingebettet werden. Soll ein Dokument zuverlässig darstellbar sein, unabhängig davon, ob auf der Zielplattform die verwendeten Schriften installiert sind, müssen mindestens die tatsächlich verwendeten Zeichen eingebettet werden.

### Drucken im Batchbetrieb von der Kommandozeile
Gedruckt wird meist innerhalb der grafischen Benutzeroberfläche eines Betrachters mit englisch File ▸ Print… oder deutsch Datei – Drucken…. Acrobat Reader und Foxit Reader haben die Kommandozeilenoption /t <Datei> <Druckername> in den neueren Versionen teils entfernt (September 2015). In Acrobat kann man nur noch auf den Default-Drucker drucken, wohingegen bei Foxit der Drucker zwar wählbar ist, aber Foxit das Anwendungsfenster öffnet und nach dem Druck nicht mehr schließt (der Nutzer muss es von Hand schließen).

#### Unix
Auf Unix und Unix-artigen Betriebssystemen wie FreeBSD, Linux oder macOS können PDFs direkt über das Common Unix Printing System (CUPS) auf einem damit eingerichteten Drucker ausgedruckt werden:
Beispiel mit dem Kommando lpr:
```
lpr -P <Druckername> "datei.pdf"

```

Oder alternativ auch mit dem Kommando lp:
```
lp -d <Druckername> <Dateipfad>

```

Bei beiden wird auf den Standarddrucker zugegriffen, wenn der Parameter -P bzw. -d mit dem <Druckernamen> weggelassen werden.

#### Windows
Das Batch-Drucken ist mit Ghostscript möglich. Ghostscript installiert sich mit Hilfe eines Installers unter c:\Programme\gs\gs<Version>\. Im Unterverzeichnis bin\ befinden sich ausführbare Dateien. Beispiel mit dem DOS-Fenster in Windows 7:
```
C:\Program Files\gs\gs9.16\bin>gswin64c.exe \
  -dNOPAGEPROMPT \
  -dNOPROMPT \
  -dNOPAUSE \
  -dBATCH \
  [-dDEVICEWIDTHPOINTS=<Number of American points for the paper size>] \
  [-dDEVICEHEIGHTPOINTS=<Number of American points for the paper size>] \
  -sOutputFile="%printer%\\<server>\<printer name>" \
  -sDEVICE=mswinpr2 \
  <myfile.pdf>

```

gswin64c.exe ist die 64-bit Version ohne separates Fenster mit interaktivem Modus auf der Kommandozeile.
Dabei schalten die dNO-Optionen den interaktiven Modus aus. Die -dDEVICE-Optionen können genutzt werden, falls der Drucker ein ungewöhnliches Papierformat verwendet. -sOutputFile gibt den Namen des Druckers an. -sDEVICE bezieht sich auf ein internes Modul von Ghostscript, wobei mswinpr2 eine Defaulteinstellung ist. Zum Schluss erwartet die Kommandozeile die zu druckende Datei (kann fehlschlagen bei anderer Reihenfolge). Während des Druckens erscheint ein Abbrechen-Dialog, der sich selbst schließt (mit -dNoCancel abstellbar).
Ghostscript für Windows zeigt die PDF-Datei auch in einem eigenen grafischen Fenster an, falls keine Kommandozeilenparameter vorliegen. Diese Anzeige zeigt Pixel und Treppeneffekte. Hingegen ist die Qualität der gedruckten Dokumente deutlich besser.

### Serialisierung und Kompression
PDF wurde im Laufe seiner Entwicklung mehrfach auf spezielle Anforderungen für die Verwendung im Internet angepasst. So musste ein Dokument ursprünglich vollständig verfügbar sein, um dargestellt werden zu können. Inzwischen ist es möglich, PDF-Dokumente zu serialisieren, so dass Teile davon bereits während des Ladevorgangs dargestellt werden können. Ab Version 1.5 der PDF-Spezifikation können mehrere Objekte in einem PDF zusammengefasst und dann komprimiert werden, was insbesondere bei den für die Dokumentstruktur erforderlichen zahlreichen kleinen Objekten zu einer deutlich besseren Kompression führt (Bilddaten oder die eigentliche Beschreibung einer Seite konnten schon immer komprimiert werden).
Bei der Archivierung gedruckter Dokumente als PDF-Dateien wird ein gemischter Ansatz bevorzugt, um sowohl das Originaldokument weitestgehend zu erhalten als auch Durchsuchbarkeit zu gewährleisten. Durch geschickte Kombination der von PDF prinzipiell unterstützten Bildkompressionsverfahren wird eine sehr starke Kompression erreicht (typischerweise 1:200), indem Hintergrund (typischerweise flächige Strukturen und Farbverläufe) und Text (scharfe Ränder, dafür nur wenige Farben) mit verschiedenen, dafür speziell geeigneten Verfahren komprimiert und anschließend übereinandergelegt werden. Der eigentliche Text wird per OCR-Verfahren extrahiert und unsichtbar eingebettet.

### Navigation am Bildschirm
Im Gegensatz zu früheren Seitenbeschreibungssprachen wie PostScript ist die „Vorschau“ am Bildschirm nicht mehr nur ein Hilfsmittel, um Probeausdrucke zu vermeiden, sondern bietet Funktionen, die im Ausdruck nicht möglich sind: bei Querverweisen und Literaturangaben muss man nicht zum Ziel blättern, sondern kann durch Klicken auf den Verweis direkt auf die Zielseite springen. Navigation innerhalb des Dokuments wird auch durch Seitenicons oder Anzeige von Gliederungsbäumen (dem Inhaltsverzeichnis entsprechend) erleichtert. Klickt man auf externe Links, so wird das Zieldokument im Webbrowser angezeigt. Diese Funktionen müssen allerdings durch die Erzeugungssoftware von den Verfassern „eingebaut“ (etwa mit LaTeX und dem LaTeX-Erweiterungspaket hyperref, vgl. #TeX/DVI) und vom Betrachter implementiert sein.

## Standard-Schriftarten
14 Schriftarten (standard 14 fonts) sind in PDF-Readern standardmäßig verfügbar und müssen (außer bei PDF/A- und PDF/X-Dokumenten) daher nicht separat in das PDF-Dokument eingebettet werden:
- Courier (in den Varianten Standard, fett, kursiv, fett-kursiv)
- Helvetica (in den Varianten Standard, fett, kursiv, fett-kursiv)
- Symbol
- Times New Roman (in den Varianten Standard, fett, kursiv, fett-kursiv)
- Zapf Dingbats

## PDF in Betriebssystemen
Mit dem Betriebssystem macOS von Apple wurde erstmals PDF als Standardformat für die Bildschirmausgabe wie auch die Druckausgabe verwendet. Die PDF-Erzeugung kann aus jedem Programm heraus erfolgen, das einen Druckdialog besitzt. Da PDF auch zur Erzeugung der Druckdaten verwendet wird, ist es möglich, PostScript auch auf Nicht-Postscript-Druckern auszugeben. Man kann nahezu alle Dokumenttypen, die gedruckt werden können, in PDF konvertieren. Diese Möglichkeit besteht auch unter GNU/Linux, dort wird, z. B. im Druckdialog der Desktopumgebung Gnome, nativ die Option der PDF-Erzeugung angeboten.
Unter Windows, klassischem Mac OS und macOS, GNU/Linux und den Unix-Betriebssystemen Solaris, HP/UX und AIX gibt es den kostenlosen Adobe Reader / Acrobat Reader als PDF-Betrachter. Unter eComStation gibt es den integrierten Betrachter Lucide.
Seit Windows 8 besitzt nun auch Windows einen integrierten PDF-Betrachter. Windows 10 wurde von Microsoft zusätzlich mit einem PDF-Drucker ausgerüstet.
Für unixbasierte Systeme gibt es zusätzlich das Programm Xpdf, das auf die grundlegendsten Funktionen (Anzeige auf Bildschirm, Durchsuchen des Dokuments, Ausdrucken) reduziert ist, sowie einige weitere Programme (Okular und Evince), die an ihre Desktopumgebung angepasst sind. Diese Open-Source-Programme eignen sich auch, um vermeintliche „Sicherheitsmerkmale“ von PDF-Dokumenten zu umgehen – so ist es teilweise möglich, Dokumente auszudrucken, obwohl der Autor dem Betrachter des Dokuments diese Möglichkeit eigentlich verwehren wollte.

## Angaben der Seitengeometrie

Die verschiedenen Boxen im PDF

Angaben zur Seitengeometrie in einem PDF-Dokument sind vor allem in der Druckindustrie sehr wichtig. Sie beschreiben, in welchem Bereich einer Seite sich derjenige Inhalt befindet, der dem beschnittenen Endformat entspricht und wo ein weiterverarbeitendes Programm (beispielsweise zum Ausschießen, also dem Montieren von Seiten auf einem Druckbogen) mit einer Beschnittzugabe rechnen kann.
Moderne DTP-Programme legen diese Information beim Direktexport nach PDF im PDF mit ab. Werden PDFs über PostScript ausgegeben, sind die entsprechenden Angaben meist nicht enthalten. Adobe Acrobat Distiller ist für die PostScript-Ausgabe aus bestimmten Programmen in der Lage, den Nettoseitenbereich aus den Beschnittmarken abzuleiten, sofern diese mit ausgegeben wurden.

### MediaBox (Medienrahmen)
Sie definiert die Größe des Ausgabemediums des PDF-Dokumentes. Das Dokument ist noch nicht beschnitten und enthält in der Regel die im PDF-Generator eingestellte PostScript-Seitengröße. Die MediaBox muss immer die größte aller Boxen sein, da sie alle anderen Boxen mit einschließen muss, und es ist die einzige Box, die in einem PDF stets enthalten sein muss.

### CropBox (Beschnittrahmen)
Die CropBox (teilweise als Maskenrahmen bezeichnet) beschreibt den Bereich einer PDF-Seite, der auf dem Bildschirm bzw. dem Drucker ausgegeben werden soll. Voreingestellt sind die Werte der MediaBox.

### BleedBox (Anschnittrahmen)
Eine BleedBox beinhaltet Informationen über die Anschnittrahmen, die die Größe des Endformates zuzüglich des vorgesehenen Beschnitts (Überfüller) definiert. In der Druckindustrie wird ein Beschnitt in der Regel von 3 bis 5 mm pro Seite benötigt. Ein Anwendungsbeispiel sind Bilder, die im Anschnitt (also direkt am Seitenrand) liegen bzw. abfallende Bilder, die am Seitenrand beschnitten werden. Für eine A4-Seite, die an eine Druckerei geliefert werden soll, ergibt sich bei einem Beschnitt von 3 mm somit für die BleedBox eine Breite von 210 mm + 6 mm und eine Länge von 297 mm + 6 mm, also 216 mm × 303 mm. Voreingestellt sind die Werte der CropBox.

### TrimBox (Endformatrahmen)
Die TrimBox ist das Endformat des Dokumentes ohne Beschnitt.

### ArtBox (Objektrahmen)
Die ArtBox (auch Bounding Box genannt) beschreibt den Seitenausschnitt, der beim Platzieren der PDF-Seite in einem anderen Programm verwendet werden soll; vergleichbar mit der Größenangabe für das Importieren einer EPS-Datei.

## Formularprozesse
PDF-Dokumente können für Formularprozesse neben Text und grafischen Elementen interaktive Formularelemente enthalten. Komplette Formulare lassen sich somit in einem PDF-Dokument bündeln; die im Dokument erfassten Daten können über verschiedene Wege zum Herausgeber des Formulars zurückgesendet werden.
- Drucken und ausfüllen: Das per Hand ausgefüllte Formular kann auf herkömmlichen Wegen per Post oder Fax versendet werden.
- Ausfüllen und Drucken: Das elektronisch ausgefüllte Dokument kann ausgedruckt und auf herkömmlichen Wegen versendet werden.
- Ausfüllen und über eine HTTP-Verbindung senden: Das elektronisch ausgefüllte Formular kann elektronisch über den Webbrowser oder aus Adobe Acrobat heraus versendet werden.
- Ausfüllen und das elektronisch ausgefüllte Formular per E-Mail versenden.

## Konvertierung anderer Formate zu PDF

### XML
PDF-Dokumente können aus XML-Daten in zwei Schritten erstellt werden:
- Transformation mit Hilfe eines XSLT-Stylesheets in das XSL-FO-Format
- Ein PDF-Prozessor (zum Beispiel Apache FOP, Altsoft Xml2PDF) erzeugt daraus das fertige PDF-Dokument.

Ein leicht nachzuvollziehendes Beispiel ist die Transformation/Formatierung von invitation.xml in PDF (das Beispiel zeigt auch die Transformation in XHTML und WordML).

### HTML
Aus einer HTML-Datei können PDF-Dokumente mit dem Programm HTMLDOC erzeugt werden. Dieses Programm verfügt sowohl über eine Konsolenschnittstelle als auch über eine grafische Benutzeroberfläche. Damit ist es sowohl auf einem Client zur direkten Bedienung durch den Benutzer als auch zum Servereinsatz, z. B. zur On-the-fly-Generierung von PDF-Dokumenten, geeignet.
Ein Perl-Modul HTML::HTMLDoc erleichtert Perl-Entwicklern die Schnittstelle zur Kommandozeile.
Das Programm wkhtmltopdf ermöglicht die Generierung von mehreren PDF-Dokumenten gleichzeitig, ggf. inklusive Inhaltsverzeichnis. Durch die Verwendung des Webkit-Browser-Pakets werden qualitativ sehr hochwertige Dokumente, z. B. zur Dokumentation kompletter Websites, erzeugt. wkhtmltopdf ist ein Konsolenprogramm und kann ggf. auch über das Perl-Modul WKHTMLTOPDF bedient werden.
Auch PDF.js wandelt PDF-Dateien (temporär) in HTML-Code um, um deren Anzeige im Browser zu ermöglichen.
HTML2PDF Rocket ist ein Webdienst, der eine Webseite liest und dynamisch ein PDF oder ein Bild generiert. Mit einem API-Schlüssel konvertiert es den Inhalt einer Webseite in eine PDF-Datei. Es kann komplexe Dokumente und Layouts verarbeiten, einschließlich Bilder.

### TeX/DVI
- Aus DVI-Dateien (das Format wurde 1979 entworfen), die von den Satzprogrammen TeX und groff (u. a.) erzeugt werden, können auf verschiedene Weisen PDF-Dateien erzeugt werden:
  1. Man erzeugt aus der .dvi-Datei mithilfe des Gerätetreibers dvips eine PostScript-Datei (.ps) und aus dieser mit dem Adobe Distiller oder dem Ghostscript-Teilprogramm ps2pdf[18][19] ein .pdf – kurz dvi→ps→pdf.
  2. Eine „partielle Abkürzung“ dieser Methode stellen Programme wie dvipdfm oder dvipdfmx dar, die DVI „direkt“ in PDF umwandeln.
- pdfTeX und LuaTeX sind Weiterentwicklungen von TeX, die „direkt“, ohne das Zwischenformat DVI, PDF-Dateien erzeugen. Diese Erweiterungen von TeX erlangten zu Beginn des 21. Jahrhunderts Bedeutung.

Vielen TeX-Nutzern genügen die angegebenen Alternativen zur zuerst genannten Methode dvi→ps→pdf. Andere TeX-Nutzer betten jedoch PostScript in einem Maße in den Quellcode ein, dass diese Methoden versagen. Das trifft vor allem zu, wenn das TeX-Paket PSTricks verwendet wird. Die Zusatzpakete pst-pdf, auto-pst-pdf und pdftricks bieten in diesem Fall Erleichterungen. Insgesamt verbleiben jedoch Fälle, in denen die „traditionelle“ Methode dvi→ps→pdf unersetzbar ist. Eine weitere Alternative bietet aber
- XeTeX, das nach pdfTeX und etwas früher als LuaTeX erschien. Es erzeugt ein Zwischenformat XDV und daraus (vom Anwender kaum bemerkt) mit dem Treiber xdvipdfmx PDF.[20] Dadurch soll PostScript im Dokumentquellcode vollständig verarbeitet werden.[21][22] Für die Verwendung von PStricks wird noch ein Paket xetex-pstricks angeboten.

### 3D-Daten
3D-PDF-Dokumente sind PDF-Dokumente, die entweder ein U3D-Flächenmodell oder ein BREP/Flächenmodell PRC enthalten. Sie dienen vorwiegend der Visualisierung von CAD-Daten, kommen aber auch zunehmend in wissenschaftlichen Veröffentlichungen zur Anwendung.
Der kostenlose Adobe Reader kann ab der Version 8.1 beide Formate anzeigen, animieren, schneiden und messen. Andere PDF-Viewer und die in Webbrowsern integrierte Viewer können eingebettete 3D-Daten meistens nicht darstellen.
Mit Acrobat 3D V7 ließen sich 3D-Daten aus 40 CAD-Formaten in 3D-PDF-Dateien konvertieren; jedoch hat 2010 Adobe Entwicklung, Vertrieb und Support der 3D-PDF-Konverter-Technologie an Tech Soft 3D und die PROSTEP AG übergeben. Ab Acrobat X ist die Konvertierung nur noch als kostenpflichtiges 3D-PDF-Converter-Plugin des Unternehmens Tetra 4D verfügbar.
Einige CAD-Programme wie Allplan oder SolidWorks haben einen 3D-PDF-Export; Allplan bietet auch einen 3D-PDF-Import.
Auch Werkzeuge wie Deep Exploration von SAP, Pages3D von QuadriSpace und 3DVIA Composer von Dassault Systèmes können 3D-CAD-Modelle als 3D-PDF abspeichern.
Neben den 3D-Daten als Visualisierung können auch andere relevanten Informationen zu einem CAD-Modell in ein PDF eingefügt werden. So können beispielsweise für die Herstellung eines Blechteils die Daten des fertigen Modells als 3D-Visualisierung gezeigt werden.

### Videoformate
Ab Acrobat 9 lassen sich diverse in Shockwave Flash (SWF) konvertierte Videoformate in Adobe PDF einbetten. Dadurch können Videos, Animationen und Anwendungen auf vielen Plattformen genutzt werden. Aufgrund der Adobe-Flash-Unterstützung in Adobe Reader ab Version 9 ist kein zusätzlicher Player für die Wiedergabe erforderlich. Seit dem letzten Patch von Adobe Acrobat und Adobe Reader 9 hat Adobe bei 3D-PDF das Standardverhalten geändert, unter anderem wurde der Flashplayer aus Adobe Acrobat 9 und Adobe Reader 9 entfernt – Flashinhalte greifen auf den Flashplayer im Betriebssystem zu. Adobe Acrobat X und Adobe Reader X sind nicht betroffen, da dort fast keine Angriffe erfolgen. 3D-Daten, SWF-Funktionen und SWF-Videoformate können auch kombiniert werden; so ist es möglich, Teilflächen des Modells mit SWF-Videos und Funktionen zu belegen.

### Dateien aus Büroanwendungen
Viele aktuelle Programmpakete wie Apple iWork, Microsoft Office, LibreOffice, OpenOffice.org und Softmaker Office bieten einen PDF-Export an.

## Versionen von PDF
| Jahr | PDF-Version | Adobe-Version | Charakteristika |
| ---- | ----------- | ------------- | --- |
| 1993 | 1.0/PDF     | 1             | Optisch attraktive Textdarstellung, Einbettung von Lesezeichen und dateiinternen Querverweisen, Reader heißt Carousel |
| 1994 | 1.1         | 2             | Externe Querverweise, Einbettung von Multimedia-Dateien in mittlerweile obsoleten Sound- und Video-Formaten, Dokumente können durchsucht werden, 40-Bit-Verschlüsselung |
| 1996 | 1.2         | 3             | Möglichkeit der Verwendung des CMYK-Farbmodells, direktes Öffnen im Browserfenster durch Implementierung von Browser-Erweiterungen (sog. Plugins), Zugänglichkeits-Plugin für Blinde für den Acrobat Reader 3, interaktive Elemente wie Checkboxen und Radiobuttons sind möglich |
| 1999 | 1.3         | 4             | Unterstützung asiatischer Schriften, verbessertes Accessibility Plugin für den Acrobat Reader, weiterhin 40-Bit-Verschlüsselung, digitale Signaturen, JavaScript-Elemente möglich |
| 2001 | 1.4         | 5             | Wegfall des Zugänglichkeits-Plugin, dafür Unterstützung von MSAA (Microsoft Active Accessibility) durch den Acrobat Reader, RC4-Verschlüsselung mit 40–128 Bit, Beschreibung des logischen Dokumentaufbaus mit Tags |
| 2003 | 1.5         | 6             | Einbettung von Bildern im Format JPEG 2000, Filmen im Format MPEG und Audiodateien im Format MP3 möglich, Public Key-Verschlüsselung PKCS#7; Leseprogramm heißt ab jetzt Adobe Reader, keine Unterstützung mehr für DOS-basierte Windows-Versionen (Windows 9x/Me) |
| 2004 | 1.6         | 7             | Unterstützung für das Universal-3D-Dateiformat, Einbettung von OpenType-Fonts, Unterstützung für XFA-2.2-Rich-Text-Elemente und -Attribute, AES-Verschlüsselung, PKCS#7-Verschlüsselung mit SHA256, DSA bis zu 4096 Bit, unzugängliche PDF-Dokumente können mit Tags versehen werden, bessere Unterstützung für mehrspaltige Dokumente, Formularfelder können mit Hilfe der Sprachausgabefunktionen vorgelesen werden, PDF-Creator mit Ausgabehilfeassistent: unterstützt beim Optimieren für Screenreader und Bildschirmvergrößerungsprogramme |
| 2006 | 1.7         | 8             | weitere Verbesserung der 3D-Darstellungsoptionen, stärkere Verschlüsselungsalgorithmen (PKCS#7 mit SHA384, SHA512 und RIPEMD-160, 256-Bit AES) |
| 2008 | 1.7         | 9             | Weitere Verbesserung |
| 2010 | 1.7         | X             | Weitere Verbesserung |
| 2012 | 1.7         | XI            | Weitere Verbesserung |
| 2017 | 2.0         | DC            | Unterstützung für das PRC-Dateiformat, 3D-Messwerkzeuge, verbesserte Sicherheitsfunktionen |

## Normen und Standards
In verschiedenen Gremien der ISO werden seit dem Jahr 1997 Normen auf der Grundlage von PDF erarbeitet und verabschiedet. Dabei werden, basierend auf bestimmten PDF-Versionen, Mindestanforderungen sowie Einschränkungen definiert. Adobe Systems hat in diesem Zusammenhang den betreffenden Gremien der ISO das Recht übertragen, die jeweils nötigen Spezifikationen zeitlich unbegrenzt zum Herunterladen bereitzustellen.
Diese Normen entsprechen in grober Näherung als Basis den unterschiedlichen Versionen von PDF:
| ISO     | Jahr       | Typ      | Version | Bezeichnung / Bemerkung |
| ------- | ---------- | -------- | ------- | --- |
| 15930   | 2001       | PDF/X    | 1.3     | Format für die Übermittlung von Druckvorlagen                                                                               |
| 15930-1 | 2001       | PDF/X-1a | 1.3     | siehe PDF/X |
| 15930-5 | 2003       | PDF/X-2  | 1.4     | siehe PDF/X |
| 15930-4 | 2003       | PDF/X-1a | 1.4     | siehe PDF/X |
| 15930-3 | 2002       | PDF/X-3  | 1.3     | siehe PDF/X |
| 15930-6 | 2003       | PDF/X-3  | 1.4     | siehe PDF/X |
| 15930-7 | 2008       | PDF/X-4  | 1.6     | siehe PDF/X |
| 15930-8 | 2008       | PDF/X-5  | 1.6     | siehe PDF/X |
| 19005-1 | 2005       | PDF/A-1  | 1.4     | Format für die elektronische Archivierung                                                                                   |
| 19005-1 | 2007       | PDF/A-1  | 1.4     | Korrektur PDF/A-1 |
| 19005-2 | 2011       | PDF/A-2  | 1.7     | siehe PDF/A-1 |
| 19005-3 | 2012       | PDF/A-3  | 1.7     | siehe PDF/A-1 |
| 24517   | 2008       | PDF/E    | 1.6     | Format für technische Dokumente aus den Bereichen Ingenieurwesen, Architektur und Geo-Informationssysteme (PDF Engineering) |
| –       | 2008       | PDF/H    |         | Format für Dokumente im Gesundheitswesen (PDF Healthcare)                                                                   |
| 14289   | 2008       | PDF/UA   | 1.7     | Richtlinien zum Aufbau eines barrierefreien Dokuments im Format PDF (Universal Accessability)                               |
| 16612-2 | 2010       | PDF/VT   | 1.6     | Format für den Einsatz im hochvolumigen und Transaktionsdruck (PDF Variable and Transactional Printing)                     |
| 32000-1 | 2008       | PDF 1.7  | 1.7     | |
| 32000-2 | 2017, 2020 | PDF 2.0  | 2.0     | [ 37 ] [ 38 ] |